# Plösen (Münchberg)
Plösen ist ein Gemeindeteil der Stadt Münchberg im Landkreis Hof (Oberfranken, Bayern). Plösen liegt in der Gemarkung Straas.

## Geografie
Das Dorf liegt am Goldbach, einem rechten Zufluss der Pulschnitz. Eine Gemeindeverbindungsstraße führt die Bahnstrecke Bamberg–Hof kreuzend nach Poppenreuth zur Bundesstraße 289 (1,8 km nördlich) bzw. die Bundesautobahn 9 überbrückend zur Staatsstraße 2194 bei Einöde am Stammbacher Weg (1,1 km östlich).

## Geschichte
Plösen wurde 1324 erstmals urkundlich erwähnt im Zusammenhang mit den von der Burggrafschaft Nürnberg erworbenen Nutzungsrechten der dortigen Gold-, Silber- und Kupfergängen. 1373 erwarb Burggraf Friedrich V. den Ort. 1408 gab es in Plösen laut einer Amtsbeschreibung des burggräflichen Amtes Münchberg 13 Güter und 1 Sölde.
Gegen Ende des 18. Jahrhunderts bestand Plösen mit Plösenmühle aus 18 Anwesen. Die Hochgerichtsbarkeit sowie die Dorf- und Gemeindeherrschaft stand dem bayreuthischen Stadtrichteramt Münchberg zu. Grundherren waren
- das Kastenamt Münchberg: 9 Halbhöfe, 2 Viertelhöfe, 1 Achtelhof, 1 Dreiachtelhof, 1 Mühle, 1 Tropfhaus;
- das Kloster- und Pfründeamt Kulmbach: 1 Gut;
- das vogtländische Rittergut Plösen: 2 Halbhöfe.[6]

Von 1797 bis 1810 unterstand Plösen dem Justiz- und Kammeramt Münchberg. Infolge des Ersten Gemeindeedikts wurde Plösen dem 1812 gebildeten Steuerdistrikt Straas und der zugleich entstanden Ruralgemeinde Straas zugewiesen. Im Zuge der Gebietsreform in Bayern wurde Plösen am 1. Juli 1972 nach Münchberg eingemeindet.

### Ehemaliges Baudenkmal
- Haus Nr. 17: Eingeschossiger, ehemaliger Wohnstallbau, das Satteldach zum Teil noch mit Stroh gedeckt, 18./19. Jahrhundert, Wohnteil modern umgebaut.[9]

### Einwohnerentwicklung
| Jahr      | 1799   | 1812  | 1819   | 1861   | 1871   | 1885   | 1900   | 1925   | 1950   | 1961   | 1970   | 1987  |
| Einwohner | 101    | *114  | 134    | 129    | 158    | 104    | 94     | 91     | 136    | 91     | 93     | 68    |
| Häuser    | 19     | *22   |        |        |        | 19     | 19     | 17     | 22     | 17     |        | 16    |
| Quelle    | [ 11 ] | [ 7 ] | [ 12 ] | [ 13 ] | [ 14 ] | [ 15 ] | [ 16 ] | [ 17 ] | [ 18 ] | [ 19 ] | [ 20 ] | [ 1 ] |

## Religion
Plösen ist bis heute nach  St. Peter und Paul (Münchberg) gepfarrt und seit der Reformation evangelisch-lutherisch geprägt.